# Onne (ö i Kiribati)
Onne är en ö i Kiribati.   Den ligger i örådet Makin och ögruppen Gilbertöarna, i den norra delen av landet, 220 km norr om huvudstaden Tarawa. Arean är 0,50 kvadratkilometer.
Terrängen på Onne är platt. Den sträcker sig 1,5 kilometer i nord-sydlig riktning, och 0,7 kilometer i öst-västlig riktning.